# Semicassis inornata
Semicassis inornata is een slakkensoort uit de familie van de Cassidae. De wetenschappelijke naam van de soort werd in 1895 voor het eerst geldig gepubliceerd door Henry Augustus Pilsbry.